# Филоновская
Фило́новская — станица в Новоаннинском районе Волгоградской области России. Административный центр Филоновского сельского поселения.
Население — 1227 (2010)

## История
Основана в XVII веке как казачий городок Филоновский. Городок упоминается в перечне казачьих городков, располагавшихся по Бузулуку по сведениям за 1698 год.
После перехода к станичному делению станица входила в Хопёрский округ Земли Войска Донского (с 1870 — Область Войска Донского). В 1859 года в станице Филоновской проживали 1764 мужчины и 1608 женщин. В 1870 году в 6 верстах от станицы была открыта станция Филоново Грязе-Царицынской железной дороги (ныне — в черте города Новоаннинский).
Согласно переписи населения 1897 года в станице проживали 1545 мужчин и 1608 женщин. Большинство населения было неграмотным: из них грамотных мужчин — 691 (44,7 %), грамотных женщин — 261 (16,2 %). Согласно переписи в Филоновский юрт входило 22 хутора (Альсяпинский, Галушкин, Коротков, Косов, Калачёвский, Марчуков, Рожновский, Саломатин, Страхов и др.). Всего в юрте проживало 8378 мужчин и 8730 женщин.
Согласно алфавитному списку населённых мест Области Войска Донского 1915 года земельный надел станицы составлял 12307 десятин, здесь проживало 2344 мужчины и 2290 женщин, имелись станичное и хуторское правления, церковь, заседатель, 5 училищ, почтово-телеграфное отделение, высшее начальное училище, два двухклассных училища, церковно-приходская школа, два водяных мельницы, 1 паровая мельница, масляный завод, 7 кузниц, три овчинных завода, 8 кирпичных заводов, кредитное товарищество.
В 1928 году станица Филоновская была включена в состав Новоаннинского района Хопёрского округа (упразднён в 1930 году) Нижне-Волжского края (с 1934 года — Сталинградский край, с 1936 года — Сталинградская область, с 1961 года — Волгоградская область).

## География
Станица находится в пределах Хопёрско-Бузулукской равнины, являющейся южным окончанием Окско-Донской низменности, на реке Бузулук (большая часть станицы расположена на левом берегу). Центр станицы расположен на высоте около 83 метров над уровнем моря. С запада, севера и востока станица окружена пойменными лесами и лесонасаждениями. В окрестностях имеются участки закрепленных песков. Почвы — пойменные нейтральные и слабоксилые.
По автомобильным дорогам расстояние до областного центра города Волгоград составляет 270 км, до районного центра города Новоаннинский — 14 км.
Климат
Климат умеренный континентальный (согласно классификации климатов Кёппена — Dfb). Многолетняя норма осадков — 456 мм. В течение города количество выпадающих атмосферных осадков распределяется относительно равномерно: наибольшее количество осадков выпадает в июне — 52 мм, наименьшее в феврале — 25 мм. Среднегодовая температура положительная и составляет + 6,9 °С, средняя температура самого холодного месяца января −9,1 °С, самого жаркого месяца июля +21,8 °С.
Часовой пояс
Филоновская, как и вся Волгоградская область, находится в часовой зоне МСК (московское время). Смещение применяемого времени относительно UTC составляет +3:00.

## Население
Динамика численности населения по годам:
| 1859 | 1873 | 1897 | 1915 | 1987  | 2002 |
| ---- | ---- | ---- | ---- | ----- | ---- |
| 3372 | 2211 | 3153 | 4634 | ≈1300 | 1225 |

| 2010 |
| ---- |
| 1227 |

## Известные уроженцы
- Еманов, Григорий Павлович (1820—1880) — генерал-майор Донского казачьего войска.
- Каюнчин, Николай Иванович (1777 — ?) — герой Отечественной войны 1812 года и Заграничных походов.
- Краснушкин, Вениамин Алексеевич (1891—1920?) — литератор, публиковался под псевдонимом Виктор Севский.
- Назаров, Анатолий Михайлович (1876—1918) — генерал-майор, походный, а затем войсковой атаман Донского казачьего войска.
- Рыжков, Афанасий Николаевич (1901 — ?) — полковник РККА, участник Великой Отечественной войны.
- Щербаков, Арсентий Арсентьевич (1917—1974) — участник Великой Отечественной войны, Герой Советского Союза.
- Ромашов, Федор Николаевич (1929—2018) — доктор медицинских наук, профессор РУДН, лауреат Государственной премии СССР.